# Otto Lenel
Otto Lenel, född 13 december 1849 i Mannheim, död 7 februari 1935 i Freiburg im Breisgau, var en tysk jurist.
Lenel blev professor 1882 i Kiel, 1884 i Marburg, 1885 i Strassburg och 1907 i Freiburg im Breisgau. Han var en av sin tids främsta forskare på den romerska rättens område; särskilt vad gäller pretorsedikten. Hans förnämsta verk är Das edictum perpetuum (1883, 1907, fransk översättning 1901), i vilken han försökte rekonstruera ediktet och inpassa detsamma i dess historiskt riktiga miljö. Likaså lämnade han i det stora verket Palingenesia juris civilis (1887–89) en bestående framställning av de i corpus juris civilis excerperade författarnas bevarade fragment i deras sannolika sammanhang.
Lenel var jude, vilket medförde att ingen dödsruna publicerades efter hans frånfälle. Den 22 oktober 1940 sändes hans änka Luise (född Eberstadt den 25 februari 1857 i Frankfurt am Main) och dottern Bertha (född 7 mars 1882 i Freiburg im Breisgau) till koncentrationslägret i Gurs (Frankrike). Änkan avled där den 7 november 1940, medan dottern överlevde och dog den 13 augusti 1973. Den 7 februari 1985, 50 år efter Otto Lenels död, uppsattes en minnestavla vid hans sista bostad på Holbeinstraße 5 i Freiburg.

## Övriga skrifter i urval
- Ursprung und Wirkung der Exceptionen (1877)
- Beiträge zur Kunde des prätorischen Edikts (1878)
- Das Sabinussystem (1892)
- Neue Ulpianfragmente (1904)
- Praktikum des bürgerlichen Rechts (1902)